# Urbania Góra
Urbania Góra – szczyt (674 m) w masywie Zębalowej. Według Jerzego Kondrackiego, autora naukowo opracowanej regionalizacji geograficznej Polski masyw ten należy do Beskidu Wyspowego.
Na zachodnim stoku Urbaniej Góry, nad wsią Tokarnia znajduje się, powstała w latach 1982–2000, składająca się z 14 stacji, Kalwaria Tokarska. Natomiast na stokach: północnym i wschodnim, zachowały się ślady rowów strzeleckich, wybudowanych w 1944 roku przez miejscową ludność pod kierownictwem inżynierów z Organizacji Todta. Umocnienia te miały łącznie 2,5 km, do dziś zachowało się ok. 600 m.
Na niektórych mapach Urbania Góra nazywana jest Chobocią Górą.

## Piesze szlaki turystyczne
– Tokarnia – Kalwaria Tokarska – Zębalowa. Czas przejścia: 1:45 h, ↓ 1:30 h.